# Канівець Олександр Володимирович
Олександр Володимирович Канівець (11 листопада 1957, с. Завалля (нині у складі міста Монастирище) — 8 травня 2024) — український філателіст, громадський діяч, співзасновник громадських організацій «Київське товариство філателістів» та «Асоціація ветеранів футболу міста Києва», член Асоціації випускників юридичного факультету Київського національного університету ім. Тараса Шевченка. Автор низки філателістичних проєктів.

## Біографічні відомості
Народився на Черкащині. Батько — художник, мати вишивальниця. Після служби у збройних силах вирушив до Києва, де отримав пропозицію працювати в органах внутрішніх справ. Також грав за футбольну команду, що здобула кубок та стала чемпіоном району 1972 і 1974 років, срібний призер чемпіонату області 1975 року. Також уболівав за київське «Динамо», яке мало стосунок до правоохоронних органів, що вплинуло а вибір професії. Працював у першому дивізіоні УВС м. Києва, охороняв Центральний універмаг і Національний музей Тараса Шевченка.
Працюючи в правоохоронних органах, вступив до юридичного факультету Київського державного університету імені Тараса Шевченка у 1979 році на заочну форму навчання, який закінчив у 1985 році. Зі слів Олександра Канівця в армії двічі намагався вступити до Київського інституту фізкультури, де хотів здобути кваліфікацію футбольного тренера, однак цей задум не вдався.
Пізніше працював у Міністерстві внутрішніх справ, звідки звільнився за вислугою років. Після звільнення почав більшість власного часу присвячувати проведенню поштових естафет.

## Громадська діяльність
Голова ревізійної комісії Асоціації філателістів України (2015), співзасновник громадських організацій «Київське товариство філателістів» та «Асоціація ветеранів футболу міста Києва», член Асоціації випускників юридичного факультету Київського національного університету ім. Тараса Шевченка та Черкаського земляцтва «Шевченків край» у м. Києві.

## Філателістичні експедиції
Перший захід під назвою «Україна — День Незалежності» Олександр Канівець провів 2008 року. Тоді були випущені державні художні марки, присвячені 24 областям, Автономній Республіці Крим, містам Києву та Севастополю. Їх було показано на буклеті як єдине ціле. Тоді філателіст об'їхав кожну область України, погасив марки на місцевих поштамтах. Так була створена експозиція майбутньої виставки. Завершилася ця поїздка підняттям державного прапора на Говерлі.
У 2011 році, до 150-річчя перепоховання Кобзаря, згідно з Шевченковим «Заповітом», уперше був здійснений міжнародний поштовий похід-реквієм «Останнім шляхом Кобзаря». Канівець тоді проїхав від Петербурга до Канева, точно за маршрутом, яким везли тіло Тараса Шевченка на перепоховання. Після проголошення Незалежності України це була перша кругла дата, коли вдалося показати велич особистості й життєвого шляху видатного українського поета. В кожному населеному пункті Олександр Канівець робив погашення на спеціально підготовлених конвертах із сумлінно дібраними тематичними зображеннями та марками.
У травні 2016 р., разом з істориком Андрієм Іванцем, організували в Національному музеї Тараса Шевченка виставку до 155-річчя перепоховання Кобзаря в Україні, ключовим елементом якої став створений О. Канівцем експонат.
До ювілейних та закових подій проведено низку поштових естафет: «70 років Карпатській Україні», присвячена історії Закарпатського краю, «225 років місту Сімферополю», «70 років утворенню Західних областей України», «50 років Київському метрополітену» (об'їхав та задокументував кожну станцію метро 2010 року), «70 років Чернівецькій області», «60-річчя утворення Черкаської області», «290 років Донбасу» (міжнародна естафета, яка сягала і Ростовської області Росії), «150 років українській залізниці» (поштова естафета безперервно тривала 45 діб), «Євро-2012» (відбувалася в Україні та Польщі, тепер — виставка в Музеї спорту НСК «Олімпійський»), «Черкащина — серце України», «Волинь у боротьбі» (експозиція присвячена боротьбі за незалежність у Волинському краї), «70 років УПА», «70 років визволення України».
У 2018 році проведено 93-денну міжобласну, історичну поштову естафету «250 років Коліївщині». Олександр Канівець стартував з Києва 24 травня, у день, коли відзначалося 20-річчя заснування в столиці Черкаського земляцтва «Шевченків край», яке традиційно виступило офіційним організатором естафети. Основою маршруту стали календарні дати Коліївщини — день виходу повстанського війська з Холодного Яру (26 травня), взяття Умані (20 червня), захоплення в полон Івана Бондаренка (2 серпня). По кожному населеному пункту виготовлялися спеціальні конверти із зображеннями пам'ятників, пам'ятних знаків, картин, присвячених повстанню, портретами письменників і істориків, які його оспівували, або з пам'ятками XVIII століття, козацької доби, найвизначнішими і найупізнаванішими об'єктами у конкретних населених пунктах. Загалом виготовлено понад 150 різних конвертів. Також спеціально виготовлено власні марки з портретами гайдамацьких ватажків — Максима Залізняка, Івана Ґонти, Семена Неживого, Микити Швачки, Андрія Журби, Івана Бондаренка та житомирського осавула Хоми. Член оргкомітету, заступник голови Вінницької обласної організації Національної спілки краєзнавців України Олександр Роговий для 25 населених пунктів області виготовив філателістичні конверти про пам'ятні місця гайдамаччини на Вінниччині та власну марку «250 років Коліївщини на Вінниччині». Усі такі марки і конверти мають музейну, історичну, виставкову і колекційну цінність. Маршрут естафети охопив дев'ять адміністративно-територіальних одиниць України: майже всю Черкаську область, північ Кіровоградської, північ Миколаївської, зокрема, місто Первомайськ (саме тут відбулося публічне покарання Максима Залізняка), Балту (сюди гайдамакитеж дійшли) та Кодиму Одеської області, Вінницьку, Житомирську, місто Летичів на Хмельниччині, де поховано «останнього гайдамаку» Устима Кармалюка, правобережну Київську область, включно з Чорнобилем (де страчено останнього полковника Коліївщини Івана Бондаренка), і місто Київ. Естафета завершилася у День незалежності, 24 серпня 2018 року, на Головпоштамті у Києві.

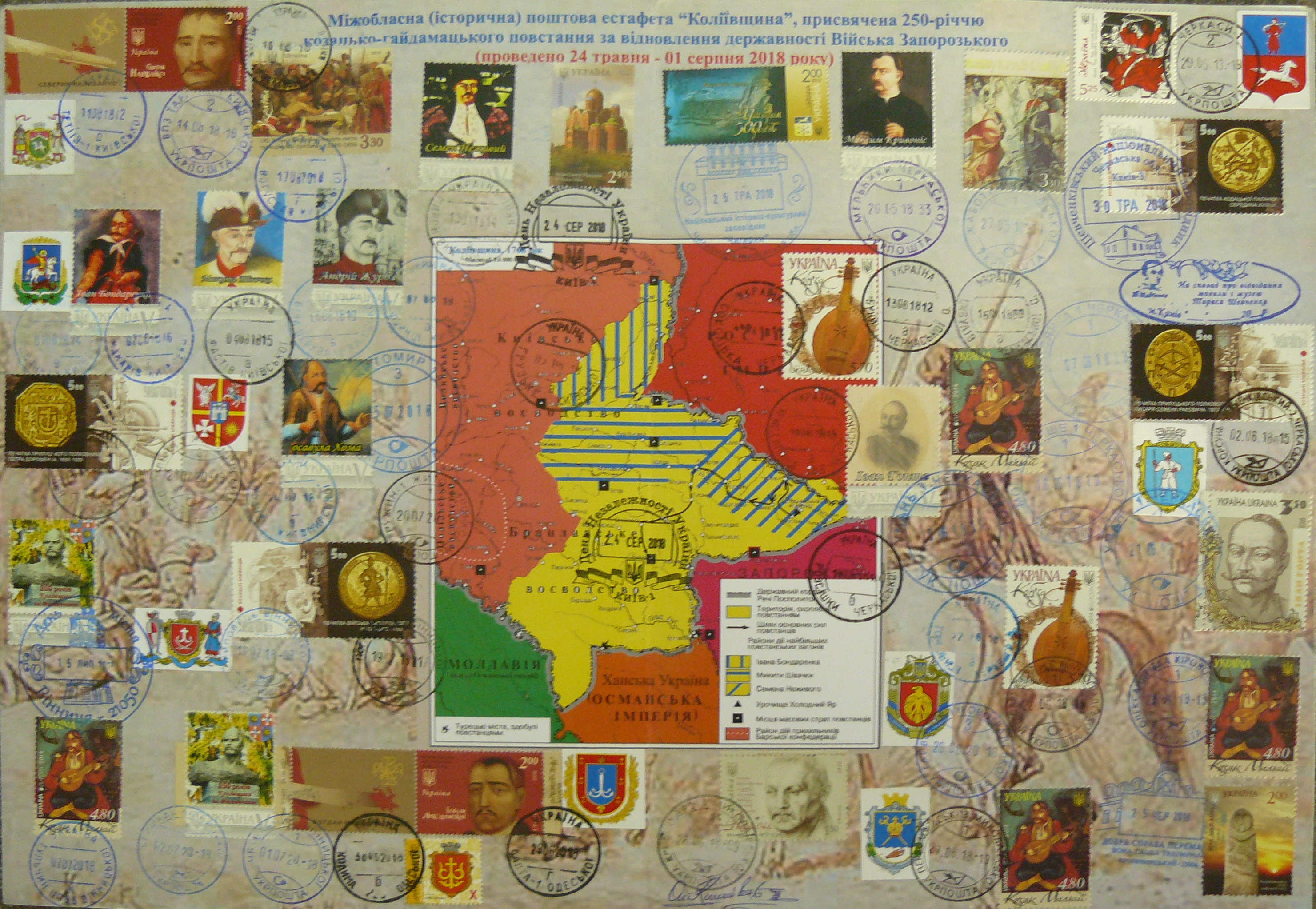
Буклет міжобласної (історичної) поштової естафети "Коліївщина"
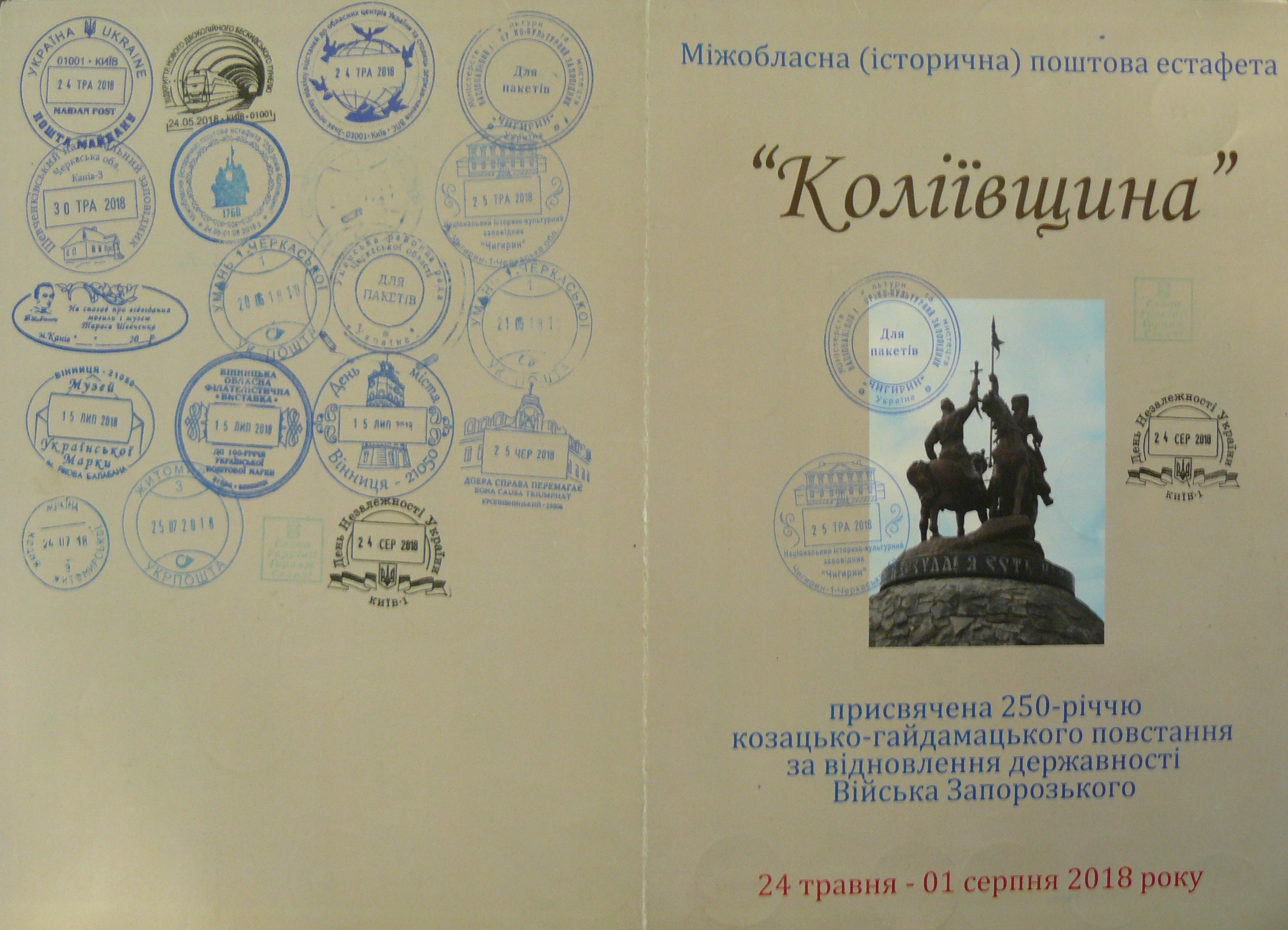
Буклет міжобласної (історичної) поштової естафети "Коліївщина"
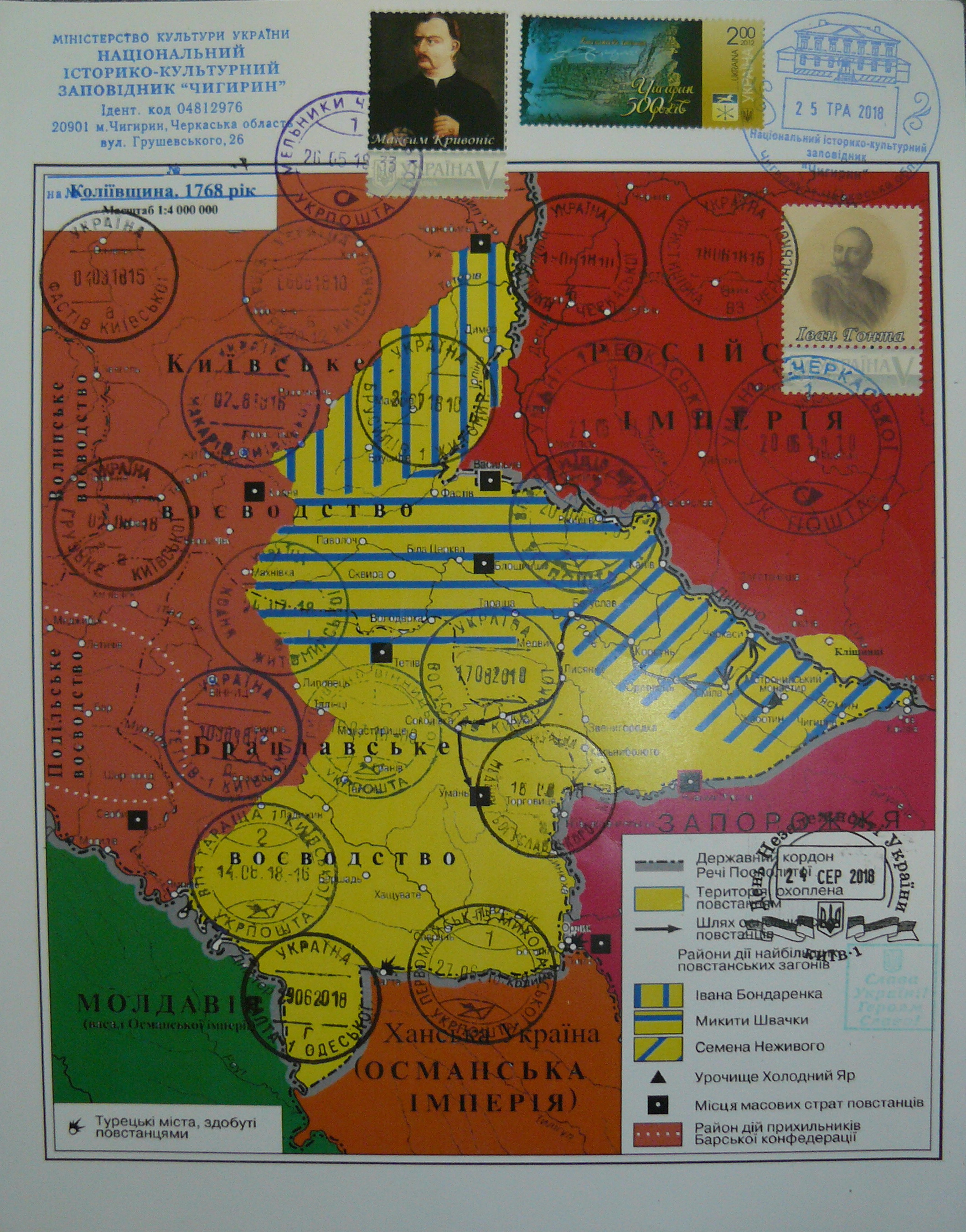
Буклет-мапа міжобласної (історичної) поштової естафети "Коліївщина"
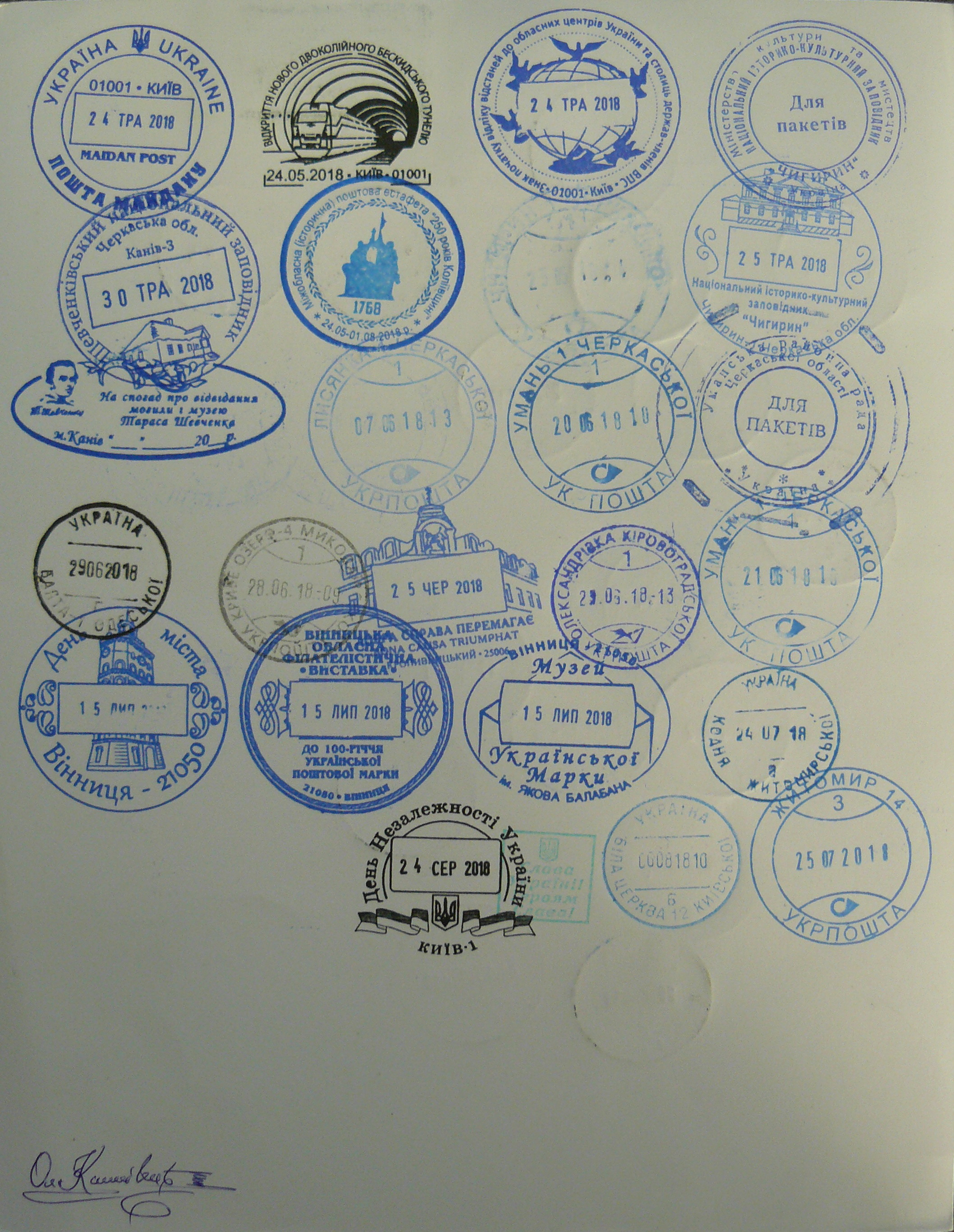
Буклет-мапа міжобласної (історичної) поштової естафети "Коліївщина"
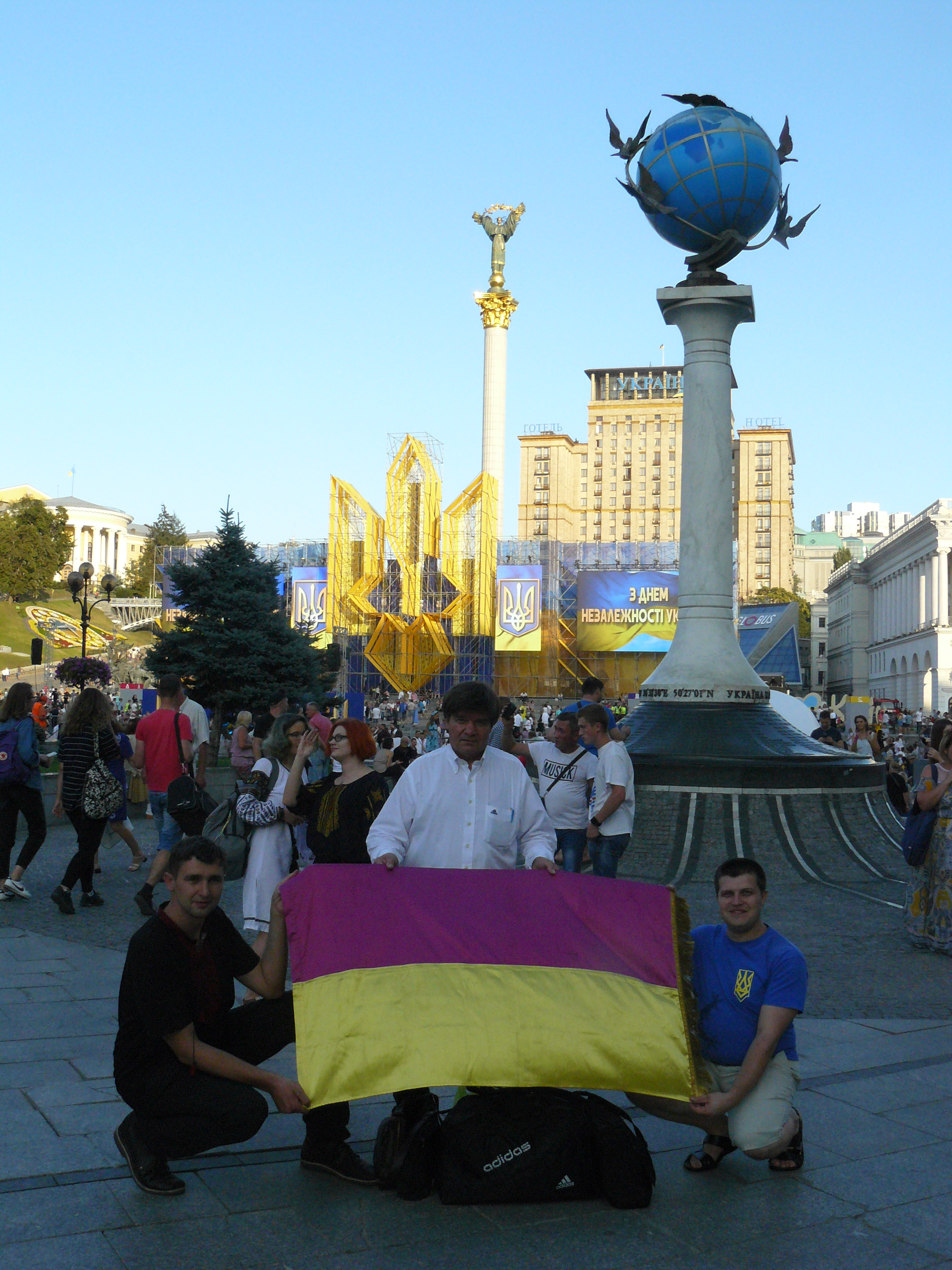
Фінал поштової естафети "Коліївщина" на День незалежності у Києві

26 квітня 2022 року Олександр Канівець розпочав Всеукраїнську історичну пересувну виставку-естафету «Незламний, нескорений козацький дух українського народу». У рамках естафети відвідано населені пункти Івано-Франківської, Чернівецької, Закарпатської, Львівської, Волинської, Рівненської, Тернопільської, Хмельницької, Житомирської, Вінницької областей. Станом на кінець 2022 року естафета триває та рухається у напрямку Черкаської області.

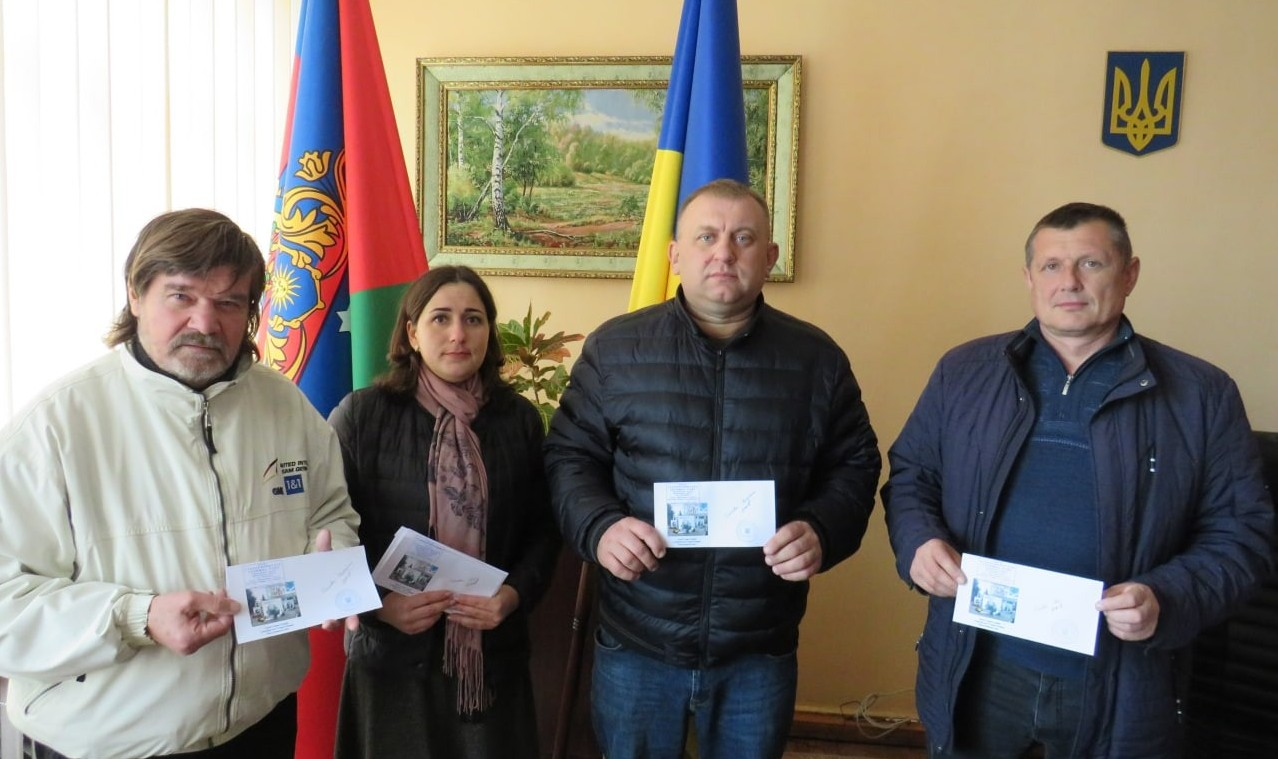
Естафета «Незламний, нескорений козацький дух українського народу» у Старій Синяві, 27 жовтня 2022 року
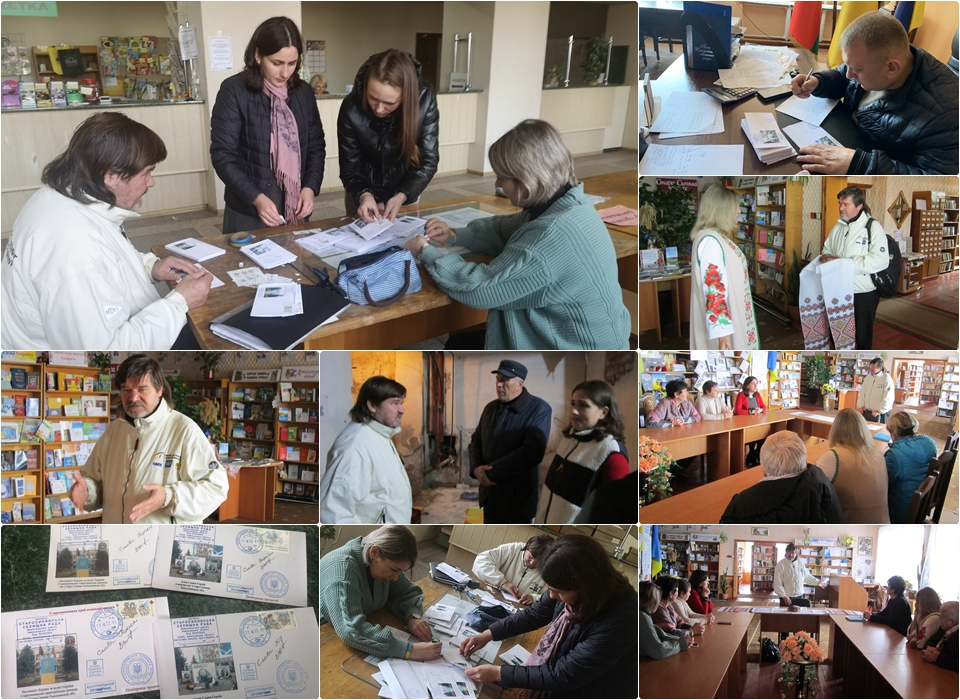
Естафета «Незламний, нескорений козацький дух українського народу» у Старій Синяві, 27 жовтня 2022 року
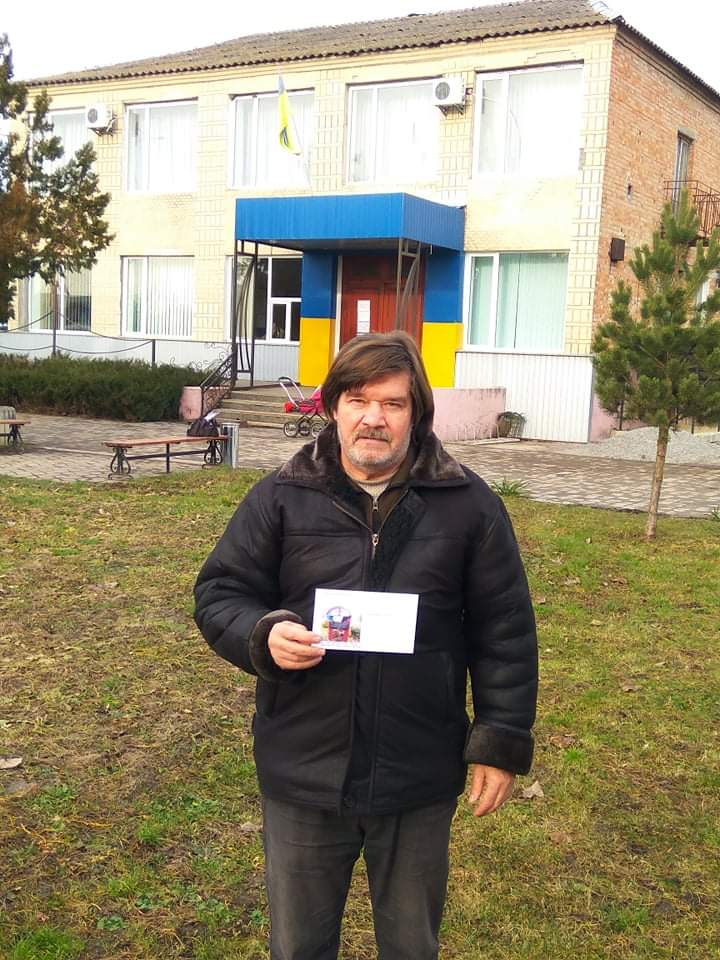
Олександр Канівець під час проведення естафети «Незламний, нескорений козацький дух українського народу» у Турбові, 29 грудня 2022 року
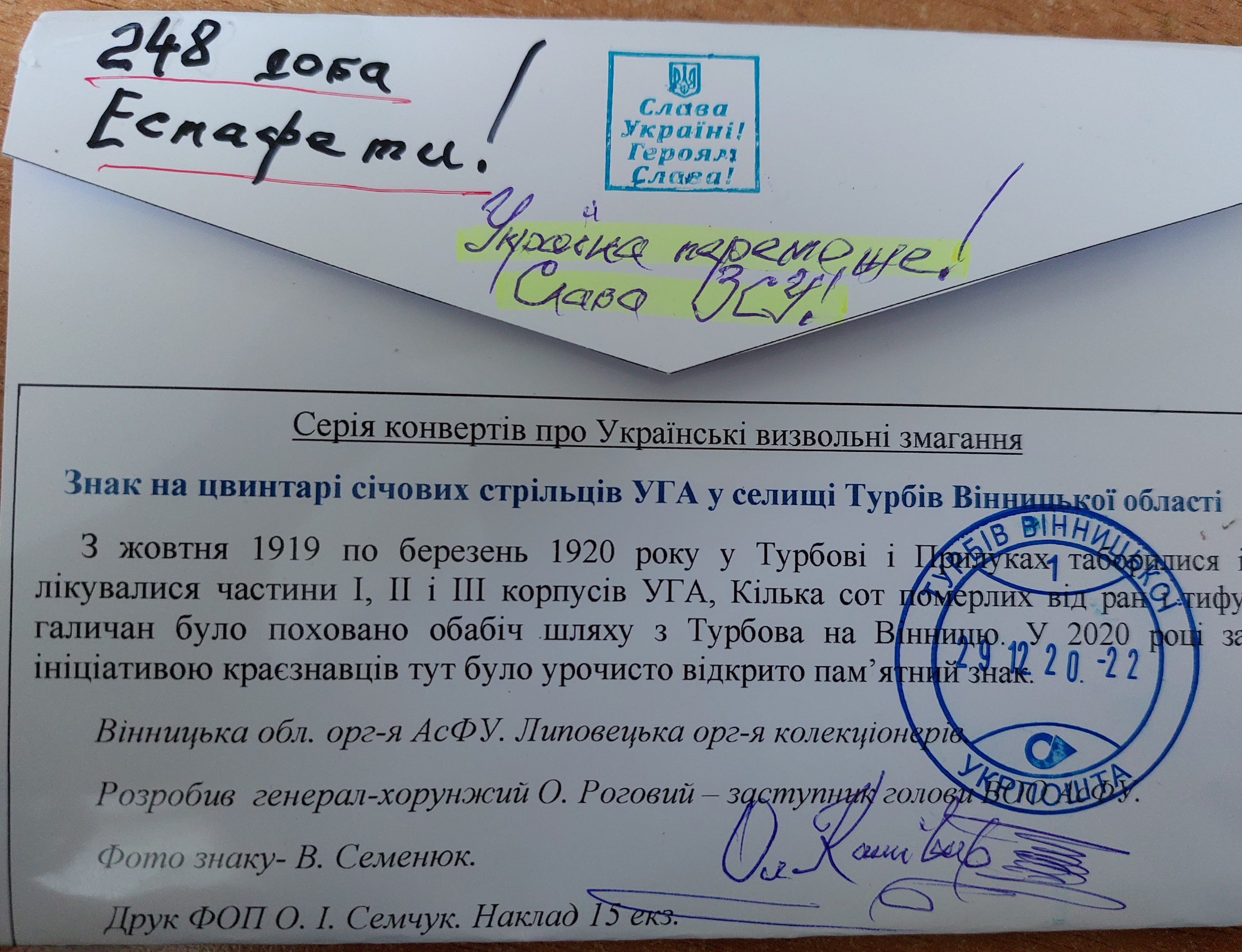
Контрольний примірник спеціального конверта із зображенням пам'ятного знаку Борцям за державність України, що встановлений на місці поховань січових стрільців у Турбові (зворотна сторона)
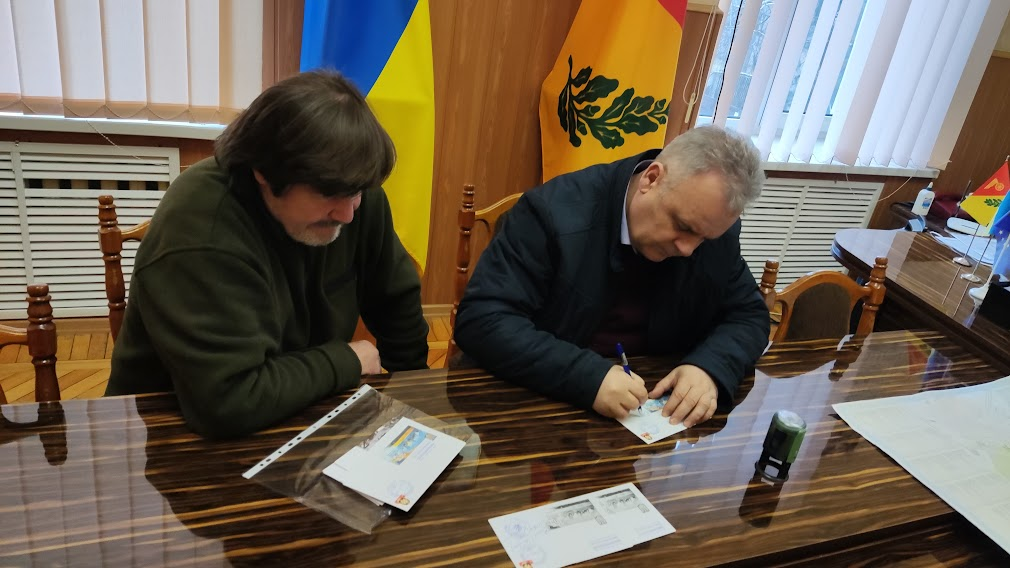
Олександр Канівець та міський голова Знам'янки Володимир Сокирко оформлюють конверти до акції
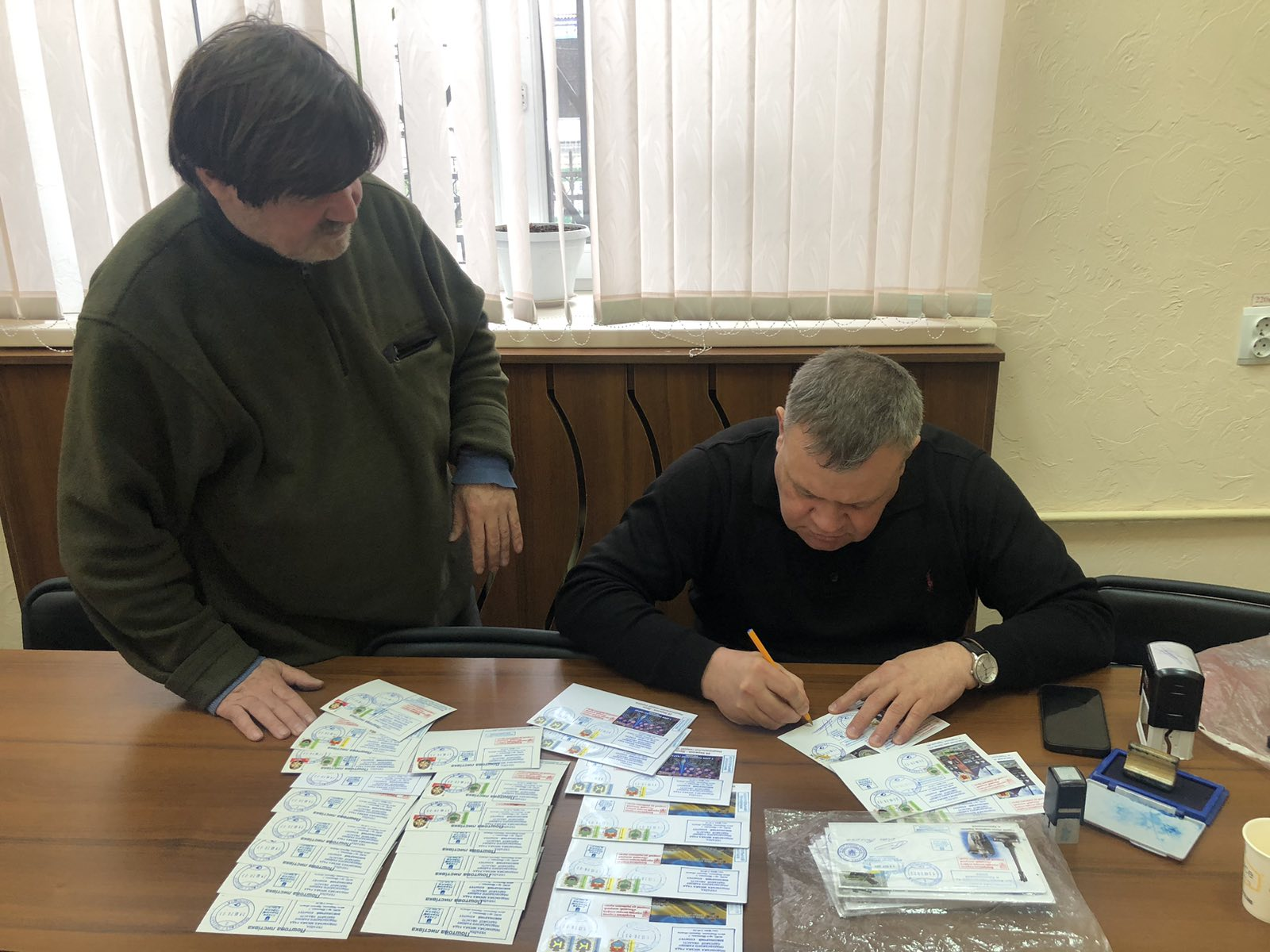
Зустріч Олександра Канівця з виконуючим повноваження Подільського міського голови Олегом Албанським під час експедиції
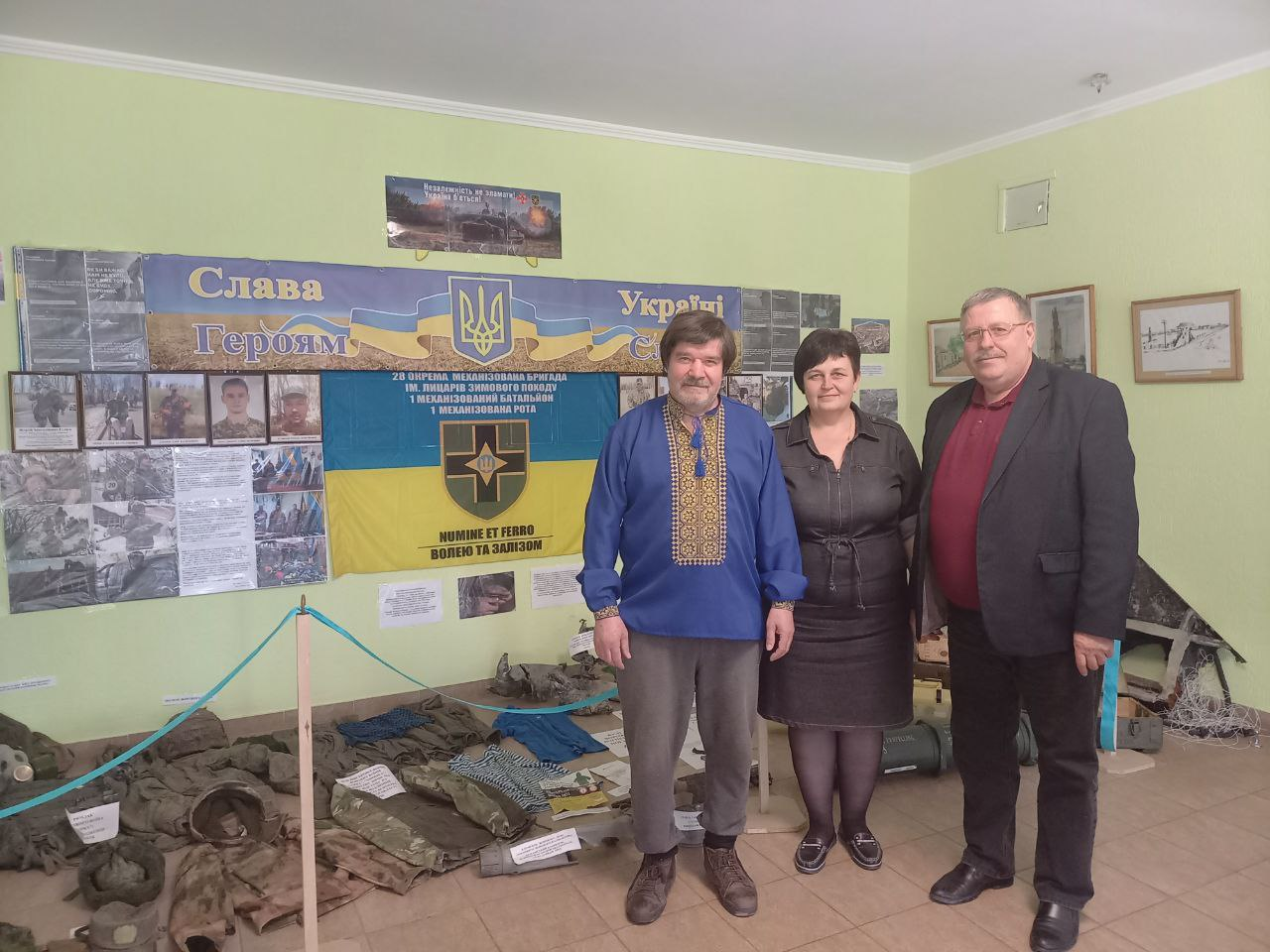
Під час експедиції у с. Коблеве